# Lucius Aelius Lamia (consul)
Lucius Aelius Lamia (i. e. 43 – 33) római politikus. A plebeius Aelia genshez tartozó, előkelő múltra visszatekintő Lamia családhoz tartozott, édesapja – maga is Lucius – i. e. 43-ban praetor volt.
Életéről keveset tudunk. Horatius jó barátja volt, a költő két ódáját is neki címezte. Kr. u. 3-ban consul lett, Tiberius alatt pedig Syria kormányzójává nevezték ki; a provincia irányítását azonban sosem vehette át. Lucius Piso halálát követően, 32-ben praefectus urbivá (kb. Róma polgármesterévé) nevezték ki, azonban már a következő évben elhunyt. A senatus nagyrabecsülése jeléül censori temetést szavazott meg számára.
| Elődei: Publius Cornelius Lentulus Scipio és Titus Quinctius Crispinus Valerianus | Consul 3 collega: Marcus Servilius | Utódai: Publius Silius (suff) és Sextus Aelius Catus és Caius Sentius Saturninus |